# Moment By Moment
|  | Denne artikel er oprettet af botten PalnaBot ud fra en ekstern database. Den kan derfor have sproglige fejl eller mangler. Denne skabelon kan fjernes efter kontrol af indholdet. |

Moment By Moment er en dokumentarfilm instrueret af Vladimir Oravsky efter eget manuskript.

## Handling
Moment by Moment er en utbildningsfilm som analyserar det gömda budskapet av John Travolta och Lilli Tomlin-filmen Moment by Moment, så som det är framställt på skivkonvoluten till filmens soundtrack. I samklang med denne kortfilms budskap, är även denne i sin tur analyserbar, inte minnst tackvare de mycket sugestiva flerdimensionella bilderna.